# جوزيه باربر
جوزيه باربر هو سياسي أمريكي، ولد في 1771، وتوفي في 10 ديسمبر 1842.